# Furgonetta

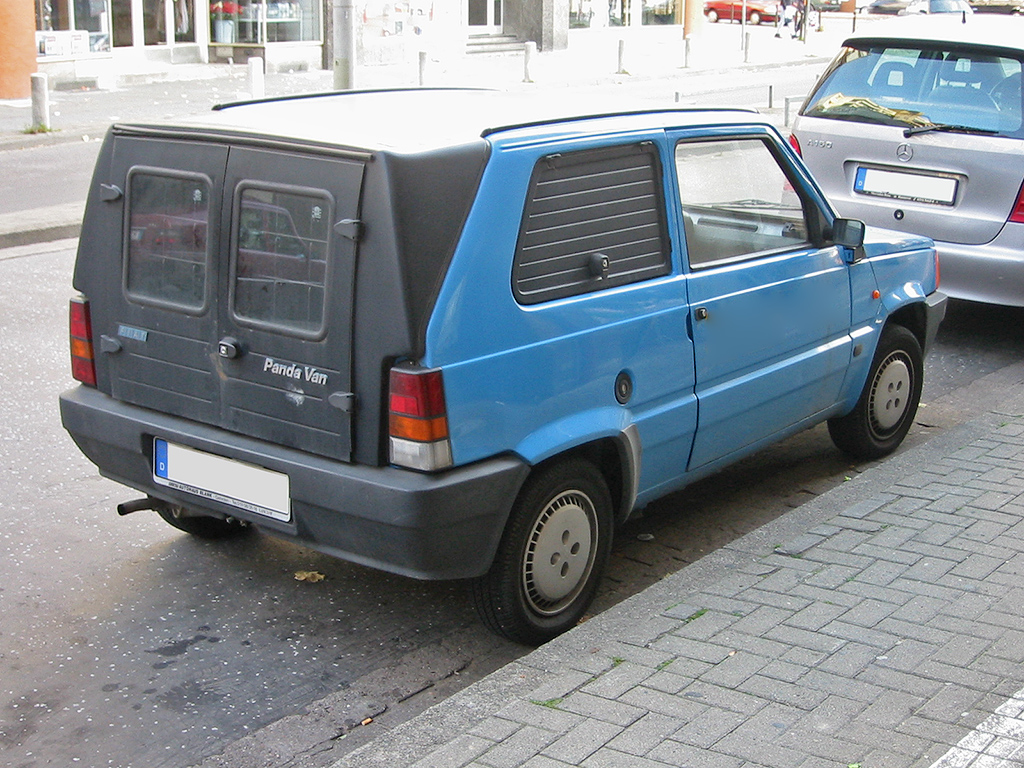
Una Fiat Panda Van

La furgonetta derivata da automobile (detta anche furgoncino oppure van) è un'automobile nella quale la zona dietro i sedili anteriori è interamente adibita a vano di carico per merci e i sedili posteriori non sono presenti.

## Caratteristiche
Tali autovetture sono considerate a tutti gli effetti dei veicoli commerciali leggeri e sono omologate come autocarro, con i conseguenti vantaggi fiscali, e per questo sono molto richieste ed utilizzate da coloro che sono soliti trasportare merci in quantità piccole. I sedili anteriori sono quasi sempre divisi dal vano di carico con una griglia o rete.
Sul mercato si mettono in concorrenza con i veicoli commerciali di taglia piccola e con i veicoli cosiddetti multispazio. In alcuni casi la versione così trasformata del modello originale di autovettura assume invece un nome totalmente nuovo, attraverso il restyling.

## Nel mondo

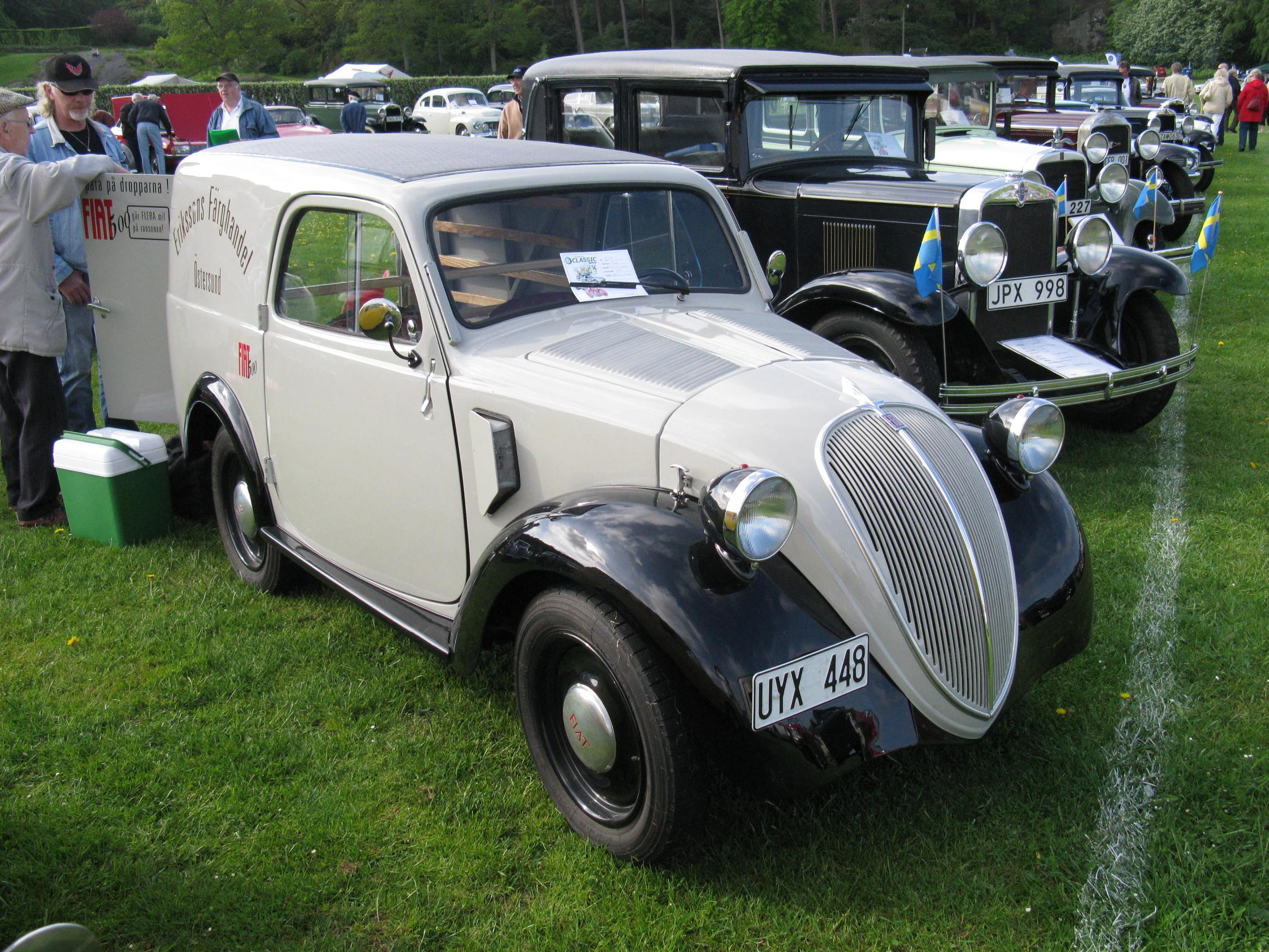
Una Fiat Topolino in versione furgonetta

Sul mercato, questi modelli sono spesso denominati con il nome del modello di origine ed una specifica sigla che ne specifica la trasformazione di questo tipo: le case FIAT, Renault, Opel, Dacia e altre utilizzano il termine Van (il più diffuso), la Peugeot usa la denominazione XAD e così via.

### Italia
Sul mercato italiano uno dei modelli di furgonetta che ha riscosso maggior successo è la Fiat Panda Van, scelta nella prima versione da quello che ai tempi era l'unico operatore telefonico, la SIP/Telecom Italia, per le operazioni di assistenza tecnica, nonché da Poste italiane e Enel.
Ne sono esempi il Fiat Marengo, derivato dalle versioni familiari delle berline medie Regata, Tempra e Marea, il Fiat Penny, derivato dalla versione familiare della Duna, oppure la Citroën Acadiane, derivata dalla Dyane.

Tutte le furgonette restano entro il limite dei 3500 kg  di massa a pieno carico e possono essere di conseguenza condotte con la semplice patente di guida di categoria "B".
Sono presenti anche altre furgonette derivate da autovetture: SEAT Terra (derivato dalla SEAT Marbella), Fiat Fiorino (derivato dalla Fiat 127 e poi dalla Fiat Uno), Volkswagen Caddy (derivato dalla Volkswagen Golf e poi dalla Volkswagen Polo), Renault Express (derivato dalla Renault 5), Opel Combo (derivato dalla Opel Kadett e poi dalla Opel Corsa), Ford Courier e Ford Transit Connect (derivati rispettivamente dalla Ford Fiesta e dalla Focus), Citroën C15 (derivato dalla Citroën Visa), Fiat Doblò, Renault Kangoo, Citroën Berlingo, Peugeot Ranch, Seat Inca.